# Gregory Delwarte
Gregory Delwarte (La Louvière, 30 januari 1978) is een Belgisch voetballer. Hij speelt als doelman bij UR La Louvière Centre.

## Carrière
| Jaar      | Club                      | Aantal wedstrijden |
| --------- | ------------------------- | ------------------ |
| 1996-1997 | FC Chapelle-Godarfontaine | 2                  |
| 1997-2000 | Roda JC                   | 16                 |
| 2000-2001 | Patro Maasmechelen        | 30                 |
| 2001-2003 | RAEC Mons                 | 70                 |
| 2003-2004 | Dinamo Boekarest          | 10                 |
| 2004      | KFC Denderleeuw           | 9                  |
| 2004-2006 | R. Francs Borains         | 40                 |
| 2006-2008 | RFC Tournai               | 34                 |
| 2008-2009 | RAEC Mons                 |                    |
| 2009-2010 | KV Oostende               | 34                 |
| 2010-2011 | KV Oostende               | 15                 |
| 2010-2011 | UR La Louvière Centre     | ?                  |
| 2011-2012 | UR La Louvière Centre     | ?                  |
|           | Totaal                    | 247                |